# Павлович, Иван Иванович
Иван Иванович Павлович (24 июля 1930, Талька, Минский округ — 4 июня 2001, Московская область) — бригадир Минской дистанции пути Белорусской железной дороги, Минская область, Белорусская ССР. Герой Социалистического Труда (1974).

## Биография
Иван Павлович родился 24 июля 1930 года. Работал путевым рабочим на Пуховичской дистанции пути с 14 лет. 3 года служил в Советской Армии. После увольнения стал работать путевым рабочим, старшим путевым рабочим и бригадиром. С 1961 года по 1976 год работал монтером пути и бригадиром пути Минской дистанции Белорусской железной дороги. Вступил в КПСС в 1973 году.
Указом Президиума Верховного Совета СССР от 16 января 1974 года за выдающиеся успехи в выполнении и перевыполнении планов 1973 года и принятых социалистических обязательств удостоен звания Героя Социалистического Труда с вручением ордена Ленина и золотой медали «Серп и Молот».
Вышел на пенсию по инвалидности в 1976 году. Умер 4 июня 2001 года.

## Награды и звания
Награждён орденом Ленина, орденом Трудового Красного Знамени, медалями.